# La Variété Andromède
Pour les articles homonymes, voir Andromeda et Andromède.
La Variété Andromède (titre original : The Andromeda Strain) est un roman de science-fiction de Michael Crichton, publié en 1969.

## Résumé
Une capsule « Scoop » a été lancée des États-Unis pour collecter en orbite autour de la Terre des "variétés inconnues" (c'est le sens de "variété Andromède" du titre). La capsule est retombée sur la petite ville de Piemond, en Arizona. Une équipe de scientifiques tente de trouver un remède aux effets d'une "variété inconnue" qui s'est échappée de la capsule au moment de sa retombée.
Deux membres de l'équipe, les Docteurs Stone et Leavitt, sont dépêchés à Piemond dans la plus grande discrétion, pour inspecter le ville et observer les effets apparents de la variété inconnue sur les êtres vivants de la planète Terre. Ces effets semblent être une coagulation très rapide et mortelle du sang de la plupart des sujets contaminés, tandis que d'autres deviennent fous ou se suicident. Seuls un vieux clochard et un bébé de deux mois sont demeurés en vie. Stone et Leavitt effectuent leurs constatations et gagnent ensuite directement le centre scientifique Ultra Secret de Wildfire, emportant avec eux les deux survivants et la capsule.
Dans le même temps, Jeremy Stone a demandé par procédure d’urgence la « destruction atomique » immédiate de Piemond. La décision finale ne peut être prise que par le Président, qui hésite et décide de surseoir de 24 puis 48 heures à la destruction de Piemond
Cependant, à la suite d'un incident technique survenu à Wildfire et non décelé immédiatement, le centre ne reçoit plus, temporairement, les messages qui lui sont transmis. Tous les scientifiques présents sont donc persuadés que Piemond a été détruit et mènent leur action avec cette conviction. Jusqu’au moment où un membre de l'équipe souhaite vérifier une information reçue antérieurement à l'incident technique. 
Une succession d'erreurs humaines et de défaillances techniques (dont les effets pourront être négatifs ou pleinement positifs) plonge le centre Wildfire et le monde terrestre dans une situation de crise. Tout semble alors dépendre d'un simple hasard, de la nature ou du comportement d’Andromède ou d'un éclair de lucidité humaine pour que la variété Andromède détruise ou pas le monde terrestre… ou elle-même !

## Personnages principaux
- Jeremy Stone : professeur de bactériologie à l'Université de Californie à Berkeley.
- Charles Burton : pathologiste de Houston.
- Peter Leavitt : microbiologiste clinique, expérimenté dans le traitement de maladies infectieuses ; souffrant d'épilepsie.
- Mark Hall : docteur en médecine et chirurgien.
- Christian Kirke : anthropologue, spécialiste en l'électrolyte qui ne participe pas au projet Wildfire.

## Adaptations

### Au cinéma
- 1971 : Le Mystère Andromède, film américain de science-fiction réalisé par Robert Wise, d'après le roman éponyme, avec Arthur Hill, David Wayne et James Olson.

### À la télévision
- 2008 : La Menace Andromède, téléfilm américain réalisé par Mikael Salomon, d'après le roman éponyme, avec Benjamin Bratt, Eric McCormack et Christa Miller

## Suite
Une suite à ce roman, La Menace Andromède (The Andromeda Evolution), écrite par Daniel H. Wilson, paraît en 2019 en américain, et en 2020 en français aux éditions de L'Archipel.